# Uroš Đuranović
Uroš Đuranović (Budva, 1994. február 1. –) montenegrói válogatott labdarúgó, aki a szerb FK Kolubara játékosa.

## Pályafutása

### Klubcsapatokban
Đuranović a Mogren csapatában kezdte el felnőtt labdarúgó-pályafutását; a montenegrói élvonalban 2013 augusztusában mutatkozott be. 2017 és 2019 között a cseh élvonalbeli Dukla Praha csapatában negyvenhét bajnoki mérkőzésen kilenc gólt szerzett. A 2021–22-es szezonban a szerb élvonalbeli Kolubara játékosa, a csapat házi gólkirálya 13 találattal. 2022 júniusában szerződtette őt a magyar élvonalbeli Kecskeméti TE. A magyar élvonalban 11 meccsen 304 percet játszott egy gólt szerzett. 2023 február elején visszaigazolt a szerb Kolubara csapatába.

### A válogatottban
Đuranović 2022. március 24-én mutatkozott be a montenegrói labdarúgó-válogatottban egy Örményország elleni barátságos mérkőzésen.

#### Mérkőzései a montenegrói válogatottban
| #  | Dátum             | Ellenfél     | Eredmény | Kiírás              | Esemény |
| -- | ----------------- | ------------ | -------- | ------------------- | ------- |
| 1. | 2022. március 24. | Örményország | 0 – 1    | barátságos mérkőzés | 46'     |
| 2. | 2022. március 28. | Görögország  | 1 – 0    | barátságos mérkőzés | 62'     |
| 3. | 2022. június 7.   | Finnország   | 0 – 2    | Nemzetek Ligája     | 46'     |